# 内蒙古自治区人民政府驻北京办事处
内蒙古自治区人民政府驻北京办事处位于北京市东城区崇文门内大街2号，是内蒙古自治区人民政府驻北京市的派出机构，亦是内蒙古自治区人民政府办公厅所属公益一类事业单位，机构规格相当于正厅级。
前身是1949年3月成立的“内蒙古自治政府驻北平办事处”，是最早设立的駐北京辦事處。

## 主要职能
内蒙古自治区人民政府网站、2020年时提及的11项主要职责：
1. 承担自治区与中央、国家机关以及北京市委、市政府各有关部门的政务经济联络和服务工作，承办中央和国家机关有关部门交办事项；
2. 承担自治区领导同志在京公务活动的相关政务联络和服务保障工作；
3. 承担自治区党委、政府有关部门和盟市在京经济联络的相关服务工作，协助开展招商引资工作。
4. 承担收集并整理上报与自治区经济社会发展密切相关的各类信息，开展信息调研，协助开展经济、人才相关政策宣传工作；
5. 承担自治区对京津冀等相关地区高层次人才的联系联络，协助做好自治区招才引智工作；
6. 协助做好与京津冀等相关地区开展合作交流服务工作；
7. 承担为自治区基层组织、社会组织、群众来京活动提供相关服务工作；
8. 承担北京内蒙古大厦和天津综合办公楼等相关资产管理工作；
9. 指导、协调自治区各盟市驻京机构开展工作；
10. 做好自治区党委、政府交办的应急处置和值班值守工作；配合北京市做好维护首都稳定的有关工作；
11. 完成自治区党委、政府和自治区人民政府办公厅交办的其他任务。

## 内设机构
内蒙古自治区人民政府网站、2020年时，提及的内设机构：
- 办公室
- 政务联络处
- 合作交流处
- 信息综合处
- 财务资产处

2024年9月7日，内蒙古自治区人民政府驻北京办事处雄安新区联络处、内蒙古自治区雄安经济合作中心、“蒙科聚”雄安分中心在河北雄安新区挂牌成立。